# Verband Deutscher Industrie-Designer
Der Verband Deutscher Industrie Designer e. V. (VDID) ist ein Berufsverband, der sich für die Interessen der Industriedesigner in Deutschland einsetzt. Als größter überregionaler Verband vertritt der VDID seine Mitglieder gegenüber Industrie und Politik. Der Verband wurde gegründet, um den Austausch von Wissen, Ideen und Professionalität unter den Mitgliedern zu fördern und Unterstützung im täglichen Arbeitsumfeld zu bieten. Der VDID arbeitet als Vermittler zwischen Designern und Industrie sowie Politik und Wirtschaft und ist Gründungsmitglied des Deutschen Designtags. Durch die World Design Organisation ist der VDID auch auf internationaler Ebene verbunden.

## Geschichte
Der Verband Deutscher Industrie Designer (VDID) wurde im Jahr 1959 von sieben professionellen Industriedesignern gegründet, die später als die „7“ bekannt wurden. Die Gründer des VDID waren Hans Theo Baumann, Karl Dittert, Günter Kupetz, Rainer Schütze, Peter Raacke, Hans Erich Slany und Arno Votteler. Sie erkannten, dass Designer einen Verband benötigten, der ihre beruflichen Interessen vertrat, sie in rechtlichen und pädagogischen Fragen unterstützte und den Beruf in der Öffentlichkeit vertrat. Zur gleichen Zeit wurde der VDID Vollmitglied des International Council of Societies of World Design Organisation.
Die Gründungsmitglieder des VDID erhielten nachhaltige Unterstützung von Herbert Hirche, einem Absolventen des Bauhauses, Mies van der Rohe-Intimus und Professor für Angewandte an der Kunsthochschule Berlin-Weißensee.
Von 1977 bis 1983 gab der Verband in Zusammenarbeit mit dem DIHT eine Buchreihe unter dem Titel VDID-Designer-Portraits heraus, in der herausragende Designer und ihr Schaffen vorgestellt wurden.
Seit 2007 zeichnet der VDID mit dem VDID Newcomers’ award jährlich besondere Leistungen von Nachwuchsdesignern aus.
2015 veröffentlichten VDID, BDG und designaustria erstmals gemeinsam den Honorar- und Gehaltsreport 2014, der Transparenz zur Gehaltsstruktur von Kommunikations- und Industriedesignern schaffen sollte.
2016 gründeten VDID, AGD, BDG, Forum Typografie und weitere Designerverbände den Deutschen Designtag als Dachorganisation.
Im Jahr 2020 trat RAL mit seiner Tochtergesellschaft RAL gGmbH als Fördermitglied dem VDID bei.

## Gegenwart
Heute ist der VDID der größte überregionale Berufsverband für Industriedesigner in Deutschland und vertritt die Interessen seiner Mitglieder gegenüber Industrie und Politik. Der Verband bietet seinen Mitgliedern eine Plattform für den Austausch und die Vernetzung sowie zahlreiche Service- und Unterstützungsleistungen, um die Entwicklung und Umsetzung von Design-Projekten zu fördern.
Der VDID setzt sich für die Anerkennung des Berufsstands der Industriedesigner ein und fördert die Qualität von Designprodukten in Deutschland. Dabei verfolgt der Verband das Ziel, die Zusammenarbeit zwischen Designern und anderen Fachbereichen zu verbessern und die Bedeutung des Designs für die Wirtschaft und Gesellschaft zu stärken.
Der VDID fördert Ausstellungen, Auszeichnungen und Wettbewerbe für den Berufsstand des Industriedesigns. Zu diesem Zweck finden regionale und nationale Treffen statt.

### Partnerschaften
Eines der wichtigsten Aktivitätsfelder des VDID ist die Zusammenarbeit mit anderen Organisationen und Institutionen im Bereich des Designs. So ist der Verband beispielsweise im Stiftungsrat des Rats für Formgebung in Frankfurt am Main vertreten, der alljährlich den German Design Award verleiht. Darüber hinaus wird der VDID regelmäßig als Jurymitglied für verschiedene Designpreise, wie beispielsweise den „Designpreis Rheinland-Pfalz“, eingeladen.
Durch die Zusammenarbeit mit anderen Designverbänden, wie dem Verband Mode- und Textildesign Deutschland (VDMD) unter dem Dach des Deutschen Designerverbandes (DDV) oder der Allianz deutscher Designer, erweiterte der VDID sein Netzwerk und seine Reichweite. Kooperationen gibt es aber auch mit Industrieverbänden wie dem Verein Deutscher Werkzeugmaschinenfabriken, der den VDID 2016 als Partner für die METAV gewinnen konnte.
Der VDID ist bestrebt, enge Kontakte zu den Landesregierungen und deren Design-Organisationen aufrechtzuerhalten. Hierzu pflegt der Verband insbesondere mit seinen Regionalsprechern und Vertretern Beziehungen zu Organisationen wie Descom Designforum Rheinland-Pfalz, Hessen Design und Bayern Design.
Der VDID ist offizieller Partner des „New European Bauhaus“ (NEB), welcher von der Präsidentin der Europäischen Kommission, Ursula von der Leyen im September 2020 initiiert wurde.
Der VDID steht im Austausch mit Nachbarorganisationen wie u. a. Designaustria.

### VDI-Richtlinien
Ein weiteres Engagement des VDID betrifft die Zusammenarbeit von Ingenieuren und Designern. In Zusammenarbeit mit dem Verein Deutscher Ingenieure hat der Verband seit 2013 einen Fachausschuss zur Neufassung der VDI-Richtlinie 2424, Industrial-Design, geleitet. Vor allem Prozesse der Zusammenarbeit werden hier beschrieben. Wichtig ist die enge Verbindung mit der neuen Dachrichtlinie VDI-2221, die das Aufsetzen eines individuellen Entwicklungsprozesses für jede Entwicklung vorsieht. Mit der Veröffentlichung der VDI-VDID 2424 im Beuth-Verlag, Berlin, Februar 2023 gilt dieses Vorgehen als Stand der Technik beim Entwickeln und Überarbeiten von Produkten für Verbraucher, aber auch für Investitionsgüter in Deutschland. Unter anderem werden branchentypische Begriffe präzise beschrieben und sehr viele Hinweise und Quellen für die Zusammenarbeit von Ingenieuren, Projektmanagern und Industriedesignern gegeben.

## Ethik
Der Verband hat 2012 den VDID Codex erstellt, der die berufsspezifische Verantwortung und ethischen Richtlinien für Industriedesigner zusammenfasst, um den gesellschaftlichen Auftrag zu erfüllen, indem Produkte mit Wertigkeit, Präzision, Nachhaltigkeit, Benutzerfreundlichkeit und Sicherheit gestaltet werden, und diese Leitwerte sollen Orientierung bieten, wie Industriedesign in Zukunft noch sinnvoller und zielführender eingesetzt werden kann.

## Nachhaltigkeit
Der Verband setzt sich für die Herausforderungen und Chancen des Designs im Kontext von Nachhaltigkeit ein. Designer und Designerinnen haben die Möglichkeit, auf die Nachhaltigkeit der Industrie, des Konsums, der Fertigung und der Verwertung einzuwirken. Dabei geht es um langlebige Produkte, gute Reparierbarkeit, ressourcen-optimierte Prozesse und weitere Aspekte, um eine bessere Lebenssituation für alle zu schaffen. Die Gestaltung hat das Potential, eine attraktive und nachhaltige Transformation der Gesellschaft zu fördern und die Ziele für nachhaltige Entwicklung der UN zu erreichen. Die Projektgruppe Nachhaltigkeit des VDID bietet eine Plattform für den Austausch von Erfahrungen und die praktische Unterstützung zu relevanten Themen.

## Präsidenten
- 1959: Hans Theo Baumann
- 1960–1970: Herbert Hirche
- 1970–1973: Herbert Lindinger
- 1973: Immo Krumrey
- 1974–1976: Herbert Lindinger
- 1976–1981: Eberhard Fuchs
- 1982–1986: Karl-Heinz Krug
- 1986–2000: Stefan Lengyel
- 2000–2012: Susanne Lengyel
- 2012–2021: Stefan Ecksein
- 2021–2024: Linda Schmidt
- seit 2024: Frederike Kintscher-Schmidt

## Bekannte Mitglieder
Dieter Rams, Thomas Gerlach, Hans Warnecke, Werner Paulussen, Bernhard Jablonski, Helmut Warneke, Wolfgang K. Meyer-Hayoz, Klaus Winterhager, Detlef Rhein, Gerda Müller-Krauspe, Christian Borngräber, Karl Dittert, Arno Votteler, Peter Zec

## Veröffentlichungen
- VDID (Hg.) in Zusammenarbeit mit dem DIHT, VDID Designer Porträts, Düsseldorf, 1977
- VDID (Hg.), Krise des funktionalistischen Design?, Stuttgart, 1981
- VDID (Hg.), Baden-Württembergisches Wirtschaftsministerium (Hg.), Innovationsfaktor Design – Leitfaden für kleine und mittlere Unternehmen, Stuttgart, 2009
- BDG, VDID, designaustria, Design – Honorar- und Gehaltsreport 2014, 2015
- VDID, Codex Industriedesign, av edition – Verlag für Architektur und Design, Stuttgart, 2016, ISBN 978-3-89986-245-4
- VDI, VDID, Technische Regel VDI/VDID 2424 : 2023-02 Industriedesign – Nutzerzentrierte Gestaltung im Produktentwicklungsprozess, Beuth, Berlin 2023